# Пожовка
Пожовка — упразднённый посёлок в Юсьвинском муниципальном округе Пермского края России.

## Географическое положение
Расположено урочище в восточной части Юсьвинского муниципального округа на расстоянии примерно 10 километров по прямой на северо-запад от посёлка Кама. 

## История
Возник в 1930-е годы для поселения спецпереселенцев. Существовал Пожевский лесопункт в составе Городищенского леспромхоза. В посёлке был клуб, акушерско-фельдшерский пункт, детский сад, школа, ясли, магазин, пекарня, баня. В середине 1980-х годов закрылась восьмилетняя школа, а начальная была закрыта в 2002 г. В этот же период закрыли медпункт, пекарню. Люди разъехались. Последний житель покинул посёлок в 2008 году. До 2020 года посёлок входил в состав Пожвинского сельского поселения Юсьвинского района.     
Официально упразднён в июне 2022 года.

## Климат
Климат умеренно-континентальный. Средняя температура июля +17,7°С, января –15,8°С. Среднегодовое количество осадков составляет 664 мм, причём максимальное суточное количество достигает 68 мм, наибольшая высота снежного покрова 66-93см. Средняя температура зимой  (январь)- 15,8°С (абсолютный минимум - 53°С), летом (июль)+ 17,7 °С (абсолютный максимум + 38°С). Заморозки в воздухе заканчиваются в III декаде мая, но в отдельные годы заморозки отмечаются в конце апреля или начале июня. Осенние заморозки наступают в первой-начале второй декаде сентября. Средняя продолжительность безморозного периода 100 дней.

## Население
Постоянное население составляло 38 человек (84% русские) в 2002 году,  0 человек в 2010 году.    